# Jacob Selebi
Jacob Sello Selebi, auch Jackie Selebi (* 7. März 1950 in Johannesburg; † 23. Januar 2015 in Pretoria) war ein südafrikanischer Politiker. Er war von 1987 bis 1991 Präsident der ANC Youth League (ANCYL), 2000 bis 2009 Chef der südafrikanischen Polizei und zwischen 2004 und 2008 Präsident von Interpol. 2010 wurde er zu einer 15-jährigen Freiheitsstrafe wegen Korruption verurteilt, jedoch nach 229 Tagen aus gesundheitlichen Gründen wieder entlassen.

## Leben

### Karriere
Selebi war von 1983 bis 1987 Repräsentant der ANCYL bei der World Federation of Democratic Youth (WFDY) in Budapest. 1987 wurde im Exil in Sambia zum Präsidenten der Jugendliga und gleichzeitig in das nationale Exekutivkomitee des African National Congress (ANC) gewählt. Nach dem Ende der Apartheid war er zuständig für die Heimholung der ANC-Mitglieder aus dem Exil. Nachdem er 1993 Leiter der Fürsorgeabteilung des ANC geworden war, wurde Selebi 1994 bei den ersten freien Wahlen in die Nationalversammlung gewählt. Im folgenden Jahr wurde er zum Botschafter Südafrikas bei den Vereinten Nationen bestellt, wo er der UN-Menschenrechtskommission und der Oslokonferenz zur Vorbereitung der Ottawa-Konvention angehörte. Nach seinem Ausscheiden aus dem Botschaftsdienst 1998 avancierte er zum Generaldirektor im Außenministerium; 2000 ernannte ihn Thabo Mbeki zum National Commissioner of the South African Police Service, dem Leiter der gesamten Polizei des Landes. In seiner Amtszeit wurde er zuerst zum Vizepräsidenten, 2004 zum Präsidenten von Interpol gewählt.

### Verlust der Ämter, Prozess und Tod
2008 wurde Selebi wegen Korruptions-, Betrugs- und Erpressungsverdachts von seinem Amt suspendiert. Ihm wurde vorgeworfen, 1,2 Millionen Rand als Bestechungsgeld angenommen zu haben. Kurz darauf trat er als Präsident von Interpol zurück, 2009 legte er seine bis dahin ausgeübten Funktionen im ANC und sein Abgeordnetenmandat nieder. Bereits 2007 war er in die Kritik geraten, weil er sich vor einem Parlamentsausschuss auf die Frage nach der Kriminalität angesichts der Fußball-Weltmeisterschaft 2010 verständnislos gezeigt hatte („What’s all the fuss about crime“; dt.: Was soll all’ die Aufregung um die Verbrechen), und für die Legalisierung von Prostitution und öffentlichem Alkoholkonsum plädiert hatte. Im April 2010 begann der Prozess gegen Selebi; er gab seine Freundschaft zu dem Geschäftsmann und Drogenschmuggler Glenn Agliotti zu, nannte alle Vorwürfe aber haltlos. Im Juli 2010 wurde er der Korruption für schuldig befunden und zu einer Gefängnisstrafe von 15 Jahren verurteilt. Seine Berufung wurde im Dezember 2011 vom obersten Gerichtshof abgewiesen und der sofortige Beginn der Strafe angeordnet. Im Juli 2012 wurde er aus gesundheitlichen Gründen auf Bewährung entlassen; die Entscheidung wurde in Zusammenhang mit seiner Freundschaft zu Jacob Zuma gebracht. Selebi starb im Jahr 2015 an einem Schlaganfall.